# Reine de Podor

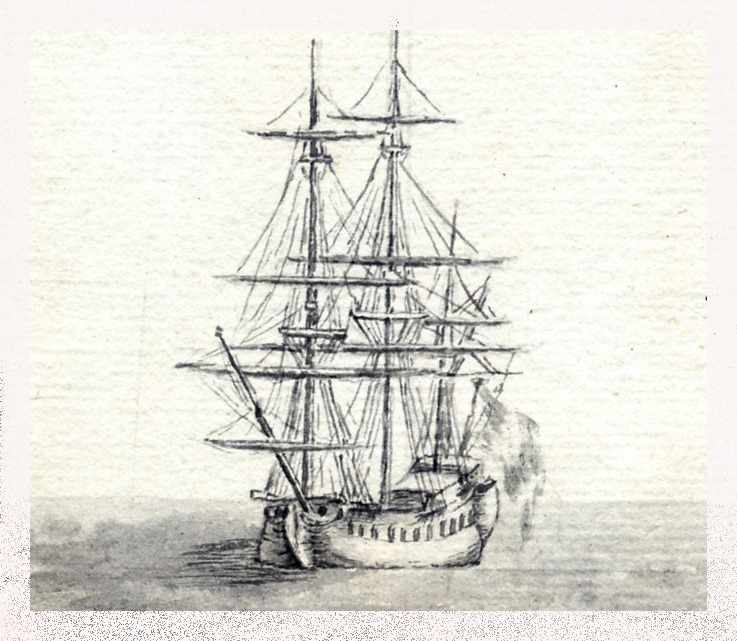
La Reine de Podor.

La Reine de Podor ou Reine de Podore est un ancien navire négrier, appartenant à Jean Guérin l'Aîné, armateur de Rochefort.

## Présentation

### Histoire
Dirigé par le capitaine Gauvin et son second Claude Vincent Polony, le navire appareille le 20 septembre 1786 de La Rochelle à destination du Sénégal puis de Saint-Domingue où il doit transporter une cargaison de cent-vingt captifs. Il atteint les côtes de Sierra Leone le 17 novembre. Par la suite, il séjourne à Albreda entre le 19 et le 31 janvier 1787. Le 1er mars 1787, il met l'ancre devant Gorée puis se fixe au Sénégal entre le 22 mars et le 24 juillet. Sur place, le navire embarque 118 esclaves et part pour les îles du Cap Vert avant d'accoster au Cap Français le 2 septembre 1787.

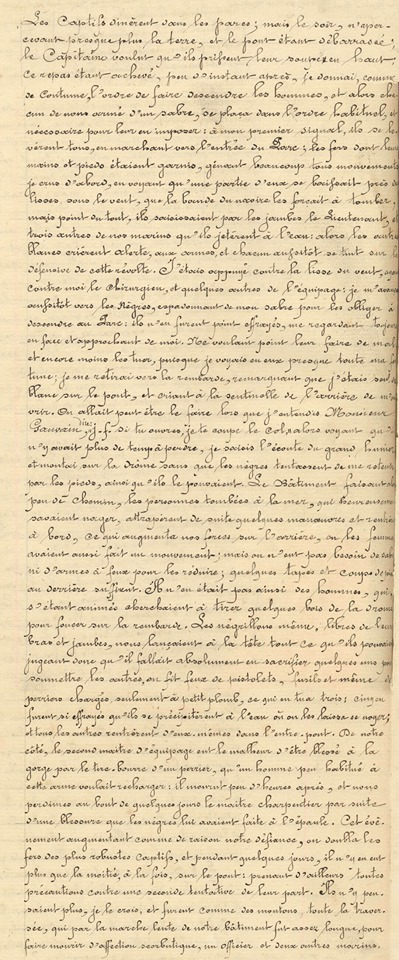
Histoire des services à la mer et dans les ports de Claude Vincent Polony. Côte 244 J15 (archives départementales de la Charente-Maritime).

C'est en février 1788 que le navire revient en France au port de Nantes après un voyage de plus de 17 mois et une semaine, qui coûte la vie à douze hommes de l'équipage qui en comptait vingt-sept.
Les deux hommes, le capitaine Gauvin et son second Claude Vincent Polony, communiquent tous les jours par écrit. Le capitaine Gauvain copie les lettres qu’il rédige pour répondre à celles que lui adresse Vincent Polony, dans un recueil intitulé Copie de lettres à M. Gauvain pendant notre séjour au Sénégal. Il y insère les lettres qu’il reçoit de Polony. Cet échange de correspondance, qui s’étale sur quatre mois, permet de suivre au jour le jour une opération de traite le long des côtes de l’actuel Sénégal. Ce volume comprend quatre-vingt-dix-huit lettres.
La lettre en date du 17 juin 1787 est caractéristique du courrier échangé entre les deux hommes. Le capitaine Gauvain s’adresse à M. Polony, resté à bord de La Reine de Podor, en rade.
En voici la transcription :

« Monsieur, J'ai reçu tout ce que vous m’annoncez par votre lettre de ce jour. Vous recevrez 14 captifs, dont 4 hommes, marqués LRP [La Reine de Podor], trois femmes, trois négrillons et une négritte et trois hommes marqués SI. Il y a dans le nombre des négrillons un petit Maure qui n’est pas étampé parce que sa famille se propose de le racheter. Le patron [du canot] m’a dit que nos captifs se plaignaient de ne pas avoir assez à manger. Si vous le croyez, augmentez leur ration. Tâchons de les contenter le mieux qu’il nous sera possible. Nous perdons de ne pas avoir [un captif nommé] Bilail, on nous en aurait donné deux pour lui à son échange. Je crois qu’effectivement sous devez être bien secoué en rade, enfin, patience, nous ne tarderons pas à être sortis d’ici. Comment vont les malades de M. Lacroix [chirurgien du bord] ? J’ai l’honneur d’être, Monsieur, votre très humble et très obéissant serviteur. Jérôme Gauvin
Post scriptum : Je vous recommande notre petit dartreux d’aujourd’hui [atteint d’une maladie de peau]. »

### Révolte d'esclaves
Pendant le voyage, les captifs à bord du navire, destinés à l'esclavage, entament une révolte. Celle-ci est transcrite dans l'Histoire des services à la mer et dans les ports de Claude Vincent Polony.

## Référence
1. 1 2 3 4 5 6 7  Archives départementales de la Charente-Maritime, « Durant les opérations de traite du navire négrier La Reine de Podor » [PDF], sur archives.charente-maritime.fr (consulté le 21 mars 2020).